# Loge crurale postérieure
La loge crurale postérieure (ou loge postérieure de la jambe) est la loge musculaire postérieure de la région de la jambe. Elle correspond au mollet.

## Limites
La loge crurale latérale est limitée en avant par le tibia, la fibula et la membrane interosseuse de la jambe.
En arrière, elle est fermée par le fascia crural qui s'insère sur le bord postérieur du tibia.
Le fascia crural émet dans sa partie latérale le septum intermusculaire postérieur de la jambe qui rejoint le bord latéral de la fibula et qui sépare la loge postérieure de la loge crurale latérale.
Le septum intermusculaire transverse de la jambe inséré entre le bord postérieur du tibia et la fibula sépare la loge postérieure en une loge postérieure profonde et une loge postérieure superficielle

## Contenu

### Musculaire

#### Loge crurale postérieure superficielle

En rouge, le muscle gastrocnémien. En bleu le muscle soléaire. En jaune, le muscle plantaire

La loge crurale postérieure superficielle est essentiellement occupée par le muscle triceps sural composé des muscle gastrocnémien et soléaire.
| Image | Muscle               | Origine                                              | Insertion                                                | Innervation | Action principale |
| ----- | -------------------- | ---------------------------------------------------- | -------------------------------------------------------- | ----------- | --- |
|       | Muscle gastrocnémien | Condyle latéral du fémur et condyle médial du fémur. | Surface postérieure du calcanéus via le tendon calcanéen | Nerf tibial | Flexion plantaire de la cheville lorsque le genou est en extension ; soulève le talon pendant la marche ; flexion de la jambe au niveau de l'articulation du genou |
|       | Muscle soléaire      | Tête fibulaire et ligne du muscle soléaire du tibia. | Surface postérieure du calcanéus via le tendon calcanéen | Nerf tibial | Flexion plantaire de la cheville indépendamment de la position du genou ; stabilisation de la jambe au niveau du pied                                              |
|       | Muscle plantaire     | Condyle latéral du fémur                             | Surface postérieure du calcanéus via le tendon calcanéen | Nerf tibial | Aide faiblement le gastrocnémien lors de la flexion plantaire de la cheville                                                                                       |

#### Loge crurale postérieure profonde

En jaune le muscle poplité. En rouge le muscle long fléchisseur des orteils. En vert le muscle long fléchisseur de l'hallux. En bleu le muscle tibial postérieur.

Le loge crurale postérieure profonde contient les muscles fléchisseurs des orteils, le muscle tibial postérieur et le muscle poplité.
| Image | Muscle                                     | Origine                                                        | Insertion | Innervation              | Action principale |
| ----- | ------------------------------------------ | -------------------------------------------------------------- | --- | ------------------------ | --- |
|       | Muscle long fléchisseur de l'hallux        | Face postérieure de la fibula                                  | Base de la phalange distale de l'hallux                                                                                         | Nerf tibial (S1, S2)     | Flexion du gros orteil au niveau de toutes les articulations ; flexion plantaire faible de la cheville ; soutien de la voûte longitudinale médiale du pied        |
|       | Muscle tibial postérieur                   | Membrane interosseuse de la jambe et face postérieure du tibia | Tubérosité de l'os naviculaire, les os cunéiformes, l'os cuboïde et les bases des deuxième, troisième et quatrième métatarsiens | Nerf tibial (L4, L5)     | Adduction et rotation interne de la cheville |
|       | Muscle long fléchisseur commun des orteils | Face postérieure du tibia                                      | Bases des phalanges distales des quatre doigts latéraux                                                                         | Nerf tibial (S1, S2)     | Flexion des quatre orteils latéraux ; flexion plantaire de la cheville ; soutien de la voûte plantaire longitudinale                                              |
|       | Muscle poplité                             | Condyle latéral du fémur                                       | Face postérieure du tibia | Nerf tibial (L4, L5, S1) | Fléchit faiblement le genou et le déverrouille en faisant pivoter le fémur de 5 degrés sur le tibia fixe ; fait pivoter médialement le tibia du membre non planté |